# Katia-Sofia Hakim
Pour les articles homonymes, voir Hakim.
 (mai 2025).
Motif : La plupart des sources sont périmées et l'article semble plus promotionnel que factuel en ce qui concerne la profession de musicologue, dont on ne trouve trace dans aucun site institutionnel. Il faudrait actualiser cette page.
- Archive Wikiwix
- Bing
- Cairn
- DuckDuckGo
- E. Universalis
- Gallica
- Google
- G. Books
- G. News
- G. Scholar
- Persée
- Qwant
- (zh) Baidu
- (ru) Yandex
- (wd) trouver des œuvres sur Wikidata

| 1. | Préciser le motif de la pose du bandeau. | Précisez le motif de la pose du bandeau en utilisant la syntaxe suivante : {{admissibilité à vérifier\|date=juillet 2025\|motif=remplacez ce texte par le motif}}                      |
| 2. | Informer les utilisateurs concernés.     | Pensez à avertir le créateur de l'article, par exemple, en insérant le code ci-dessous sur sa page de discussion : {{subst:avertissement admissibilité à vérifier\|Katia-Sofia Hakim}} |

Katia-Sofía Hakim, née le 4 octobre 1988 à Bayonne, est une poétesse, traductrice et musicologue française, d'origine libano-palestinienne.

## Biographie
Katia-Sofía Hakim est spécialiste du compositeur espagnol Manuel de Falla. Elle est membre du comité de rédaction de Place de la Sorbonne, revue internationale de poésie contemporaine éditée aux Sorbonne Université Presses. Avec Stéphane Chaumet, elle traduit l'œuvre poétique de Cristina Peri Rossi.
Poète, elle écrit en français et en espagnol. Ses poèmes sont publiés dans des anthologies et des revues en France (métropole et outre-mer), en Espagne, en Italie, au Mexique, en Argentine, au Chili, au Costa Rica, aux États-Unis, en Turquie, et au Liban. Elle participe à différents festivals de poésie, comme la Biennale internationale des poètes en Val-de-Marne, le festival Poesía en el laurel et le Día Mundial de la Poesía (Granada Ville Créative UNESCO) en Espagne, le Women in Translation Month (PEN America Translation Committee) aux Etats-Unis, le festival Poesía en el Lugar de los Escudos au Mexique, ou le Teerandaz Poetry Festival au Bangladesh. Elle a présenté la première édition de la Lebanese Diaspora Energy (LDE) en Europe, diffusée en direct sur Télé-Liban. 
Diplômée du CNSMDP et professeure agrégée de musique, Katia-Sofía Hakim enseigne à la faculté des lettres de Sorbonne Université, à l’université Sorbonne-Nouvelle, et à l'université de Grenade en Espagne. Ses travaux de recherche portent sur la musique de la première moitié du XXe siècle en France et en Espagne, sur les relations entre musique et littérature, sur la poésie contemporaine, et sur l'enseignement de la musique en général. Chercheuse invitée à l'Archivo Manuel de Falla de Grenade, elle prépare une thèse intitulée « Manuel de Falla et le théâtre musical : du processus compositionnel à la réalisation scénique » sous la direction de Jean-Pierre Bartoli et d'Yvan Nommick.

### Famille
Elle est la fille de la compositrice et musicologue Bernadette Dufourcet et du compositeur et organiste Naji Hakim.

## Publications

### Traductions
- Nancy Huston, Llevo tantos años amándote, avec Roberto Domínguez Fraile, illustrations de Rachid Koraïchi, Barcelone, La Cama Sol, 2025[15]
- Manuel de Falla, Epistolario: Manuel de Falla y la salud, Universidad de Granada, Archivo Manuel de Falla, 2024[16]
- Cristina Peri Rossi, Babel barbare et autres poèmes, avec Stéphane Chaumet, Paris, Editions du Seuil, col. La Librairie du XXIe siècle, 2023[2]
- Elisa Valero, La théorie du diamant et le projet d'architecture, Paris, Les Presses du réel, Cosa Mentale, 2021[17]
- Anclao en París : tango, milonga, vals, Johannes Pramsohler (éd.), Paris, Audax Records, 2019[18]

### Musique et musicologie
- « El impacto de El retablo de maese Pedro. Repertorios: producciones escénicas, discografía, bibliografía », in Cuántas trompetas que suenan... El retablo de maese Pedro, un nuevo Manuel de Falla entra en escena, Alfredo Aracil (ed.), Granada, Fundaciо́n Archivo Manuel de Falla, 2023[19]
- Candelas, femme de lumière : une analyse du personnage féminin dans L'Amour sorcier de Manuel de Falla (1915), Phaéton, revue pluridisciplinaire : écrire, transmettre, Pierre Landete (éd.), Bordeaux, éditions Phaéton, 2021[20]
- Falla y París: utopía y realidad, aniversario de la muerte de Manuel de Falla, Granada Hoy, 2021[21]
- Renard (1915-1916) : Stravinsky et Ramuz en contrepoint rythmique, Centenaire d’Histoire du soldat, Les Amis de Ramuz, Bulletin n°39, Jean-Louis Pierre (éd.), Tusson, Du Lérot, 2019, p. 70-90[22]
- « El influjo de la obra de Igor Stravinski en el proceso de composición del Retablo de Maese Pedro de Manuel de Falla (1923) », Musicologia en el siglo XXI: nuevos retos, nuevos enfoques, IX Congreso de la SEdeM (Sociedad Española de Musicología), Universidad Autónoma de Madrid, Begoña Lolo y Adela Presas (éd.), 2019, p. 1829-1848[23]
- « La pratique de la composition dès les premières années de Formation musicale », L’enseignement de la culture musicale II : aux miroirs du réel, Mathilde Catz (éd.), Sampzon, éditions Delatour France, 2019, p. 391-404[24]

### Poésie
- Alguien se acordará de nosotras, Blanca Berjano (trad.), Aullido literatura, Madrid, 2022[25]
- Abortos, Nueva York Poetry Review, Amarú Vanegas et Marisa Russo (éd.), New York, 2021[26]
- Nothing, Beltway Poetry Quarterly (en), January 2021: Volume 22:1, The Dream Returned, Indran Amirthanayagam (trad.), Washington, DC, 2021[27]
- Tuzveren, Akdeniz Daktilosu, İzmirli Fransız-Türk Kültür Sanat Köprüsü (Le Dactylo Méditerranéen, Le pont culturel franco-turc depuis Izmir), Deniz Dağdelen Düzgün (trad.), Izmir (Turquie), 2021[28]
- « Halogène et autres poèmes », Recours au poème, Numéro 206 – Janvier/Février 2021, Marilyne Bertoncini et Carole Mesrobian (éd.), Paris, 2021[29]
- « Les grappes d'Ovide », Phaéton, revue pluridisciplinaire : écrire, transmettre, Pierre Landete (éd.), Bordeaux, éditions Phaéton, 2020[30]

- عودة الكلمات إلى البيت... كاتيا-صوفيا حكيم (« Le retour des mots à la maison »), Anas Alaili (trad.), Arab 48, Haïfa, novembre 2020[1],[31]
- Mitología del río (Vol. I), Emilio Paz (éd.), Buenos Aires, Liberoamérica, novembre 2020[32]
- Antología de poesía femenina contemporánea, deuxième édition, Virginia Fernández Collado (éd.), Tombouctou, Fondo Kati, 2020[33]
- « Brillantes mensajeros en fuga », Buenos Aires Poetry, revista & editorial de poesía, Rodrigo Arriagada Zubieta (trad.), Juan Arabia (éd.), Buenos Aires, juillet 2020[34]
- « Halógena », Altazor, revista electrónica de literatura, 1 época, año 2, Mario Meléndez Muñoz (éd.), Fundación Vicente Huidobro, Santiago de Chile, Chili, juillet 2020[35]
- L'Orient littéraire n°169, supplément mensuel au quotidien francophone libanais L'Orient-Le Jour, Alexandre Najjar (dir.), Beyrouth (Liban), juillet 2020, p. IV[36]
- « Zaatar », Ablucionistas, revista cultural internacional, Jorge Contreras (éd.),Tizayuca, Hidalgo, México, 2020[37]
- « Mensajeros rojos de la fuga », El Toro de Barro, Carlos Morales del Coso (éd.), Carboneras de Guadazaón, Cuenca, Ediciones El Toro de Barro, 2020[38]
- « Un poema de Katia-Sofia Hakim (Francia), participante del Festival Internacional de Poesía en el Lugar de Los Escudos (México) », Más allá de la Cortina, diario de noticias internacionales, Cátedra Virtual Autónoma de Filosofía Política, Heredia, Costa Rica, juin 2020[39]
- Gustave n°100, quinzomadaire de poésie, Stéphane Bataillon (dir.), Paris, La Septième Sphère, 18 mai 2020[40]
- Gustave n°99, hebdomadaire de poésie, Stéphane Bataillon (dir.), Paris, La Septième Sphère, 11 mai 2020[41]
- Katia-Sofía Hakim: poesía de Francia, La experiencia de la libertad, Gaceta electrónica de literatura, Mario Urquiza Montemayor (dir.), México, 26 décembre 2019[42]
- Cuesta, Roja Melancolía: un catálogo de la obra de José Manuel Darro, Universidad de Granada (Espagne), 2019, p. 80-81[43]
- Fausses couches, Pan 5, revue littéraire et dessinée, Jean-Baptiste Labrune et Jérémie Fischer (éd.), Paris, Magnani, 2019, p. 93-118[44]
- Poeti di Place de la Sorbonne: poésie de Katia-Sofia Hakim, YAWP: giornale di litterature e filosofie, Annalisa Guzzardi (trad.) et Paolo Pitorri (éd.), Roma, 13 octobre 2019[45]
- Génération Poésie debout, anthologie des nouvelles écritures poétiques, Francis Combes (éd.), Montreuil, Le Temps des Cerises, 2019, p. 130-141[46]
- Sonate pour harpe, musique de Naji Hakim, Mayence, Schott Music, 2018[47]
- Poèmes d'ici, L'Orient littéraire n°136, supplément mensuel au quotidien francophone libanais L'Orient-Le Jour, Alexandre Najjar (dir.), Beyrouth (Liban), octobre 2017, p. IV[48]
- Place de la Sorbonne n° 7, Revue internationale de poésie de Paris-Sorbonne et de l'ESPE de Paris, Laurent Fourcaut (éd.), PUPS, 2017, p. 290-303[49].

### Critiques
- « Blanc de Jeanine Baude », Place de la Sorbonne n°11, Paris, SUP, 2022[50]
- « je neige (entre les mots de villon) de Laure Gauthier », Place de la Sorbonne n°10, Paris, SUP, 2020[51]
- « Esprits de vin, (intimes libations) de François Rannou », Place de la Sorbonne n°10, Paris, SUP, 2020[51]
- « Suites Chromatiques II de Jacques Sicard », Place de la Sorbonne n°9, Paris, SUP, 2019, p. 127-130[52]
- « Notice sur les poèmes de Pierre Landete », Place de la Sorbonne n°9, Paris, SUP, 2019, p. 118-121[52]
- « kaspar de pierre de Laure Gauthier », Place de la Sorbonne n°8, Paris, SUP, 2018, p. 299-301[53],[54]
- « Notice sur les poèmes de Milène Tournier », Place de la Sorbonne n°8, Paris, SUP, 2018, p. 113-117[54]

## Entretiens
- Deniz Dağdelen Düzgün, Akdeniz Daktilosu n°2, İzmirli Fransız-Türk Kültür Sanat Köprüsü (Le Dactylo Méditerranéen, Le pont culturel franco-turc depuis Izmir), Izmir (Turquie), 2021[55]
- José Eugenio Sánchez et José Antonio Pérez Robleda, ripio asintomático, el reality de la poesía americana, el noticiero de poesía, Monterrey, 2021[56]
- Wendy Alvarado, Emergente, Radio U, Universidad de Costa Rica, juillet 2020[57]
- Joseph Maroun, Invitation au dialogue, invitation au voyage : la mer comme espace de rencontre et de création, conversation entre Katia-Sofia Hakim et Cristina Hurtado Campaña, Arz Lebnaan n°23, Le Magazine des Amis du Liban-Tahiti, Papeete (Polynésie française), 2019, p. 22-23[58]
- Norberto Barleand, Autobús de noche, Art7 TV, Buenos Aires, Fundación Argentina para la Poesía, 2019[59]
- Amandine Teyssier, Katia-Sofia Hakim, poétesse contemporaine, Catalyz'Her, la révolution professionnelle au féminin, Paris, 2018[60]
- Zeina Saleh Kayali, Le Liban fait partie de mes projets et de mon avenir, Beyrouth, L'Agenda culturel, mai 2017[61]

### Réception
- Antonio Arenas, El frío y la lluvia no desanima a los amantes de la poesía, Ideal, Diario regional de Andalucía, Granada, 14 novembre 2019[62]
- José Antonio Muñoz, Poetas europeos y americanos, unidos por la palabra en Granada, Ideal, Diario regional de Andalucía, Granada, 13 novembre 2019, p. 54[63]
- Antonio Arenas, “Arranca la IX edición del Festival de Otoño de Poesía, del Libro y de la Edición”, Ideal, Diario regional de Andalucía, Granada, 11 novembre 2019[64]
- Elena Romella, Poesia contemporanea francese: Par le soupirail, tra poesie e illustrazioni (Éditions Pan / Éditions Magnani), YAWP: giornale di litterature e filosofie, Roma, 5 novembre 2019[65]
- Olivier Barbarant, Les quatre vents de la poésie, Europe, revue littéraire mensuelle, septembre-octobre 2019, n°1085-1086, p. 281-282[66]
- “Versos pacíficos en el arranque del festival 'Poesía en el Laurel'”, Ideal, Diario regional de Andalucía, 7 août 2019[67]
- José Antonio Muñoz, La Zubia vuelve a unir música y poesía bajo el Laurel, Ideal, Diario regional de Andalucía, Granada, 6 août 2019, p. 43[68]
- Francis Combes et Patricia Latour, Que nous disent les jeunes poètes ? (2), Cerises n°339, 15 décembre 2018, p. 8-9[69]
- Zeina Saleh Kayali, Moment poétique et musical avec Naji Hakim, Beyrouth, L'Orient-Le Jour, quotidien francophone libanais, 1er novembre 2017[70]
- Laurent Fourcaut, Notice sur les poèmes de Katia-Sofia Hakim, Place de la Sorbonne n°7, Paris, 2017[49]
- Paule Romeyer Dherbey, Le Printemps de la poésie, parties 1 et 2, Jardin de Poésie, RCF Bordeaux, 18, 20, 27 et 29 mai 2017[71]